# Фонд князей Чарторыйских

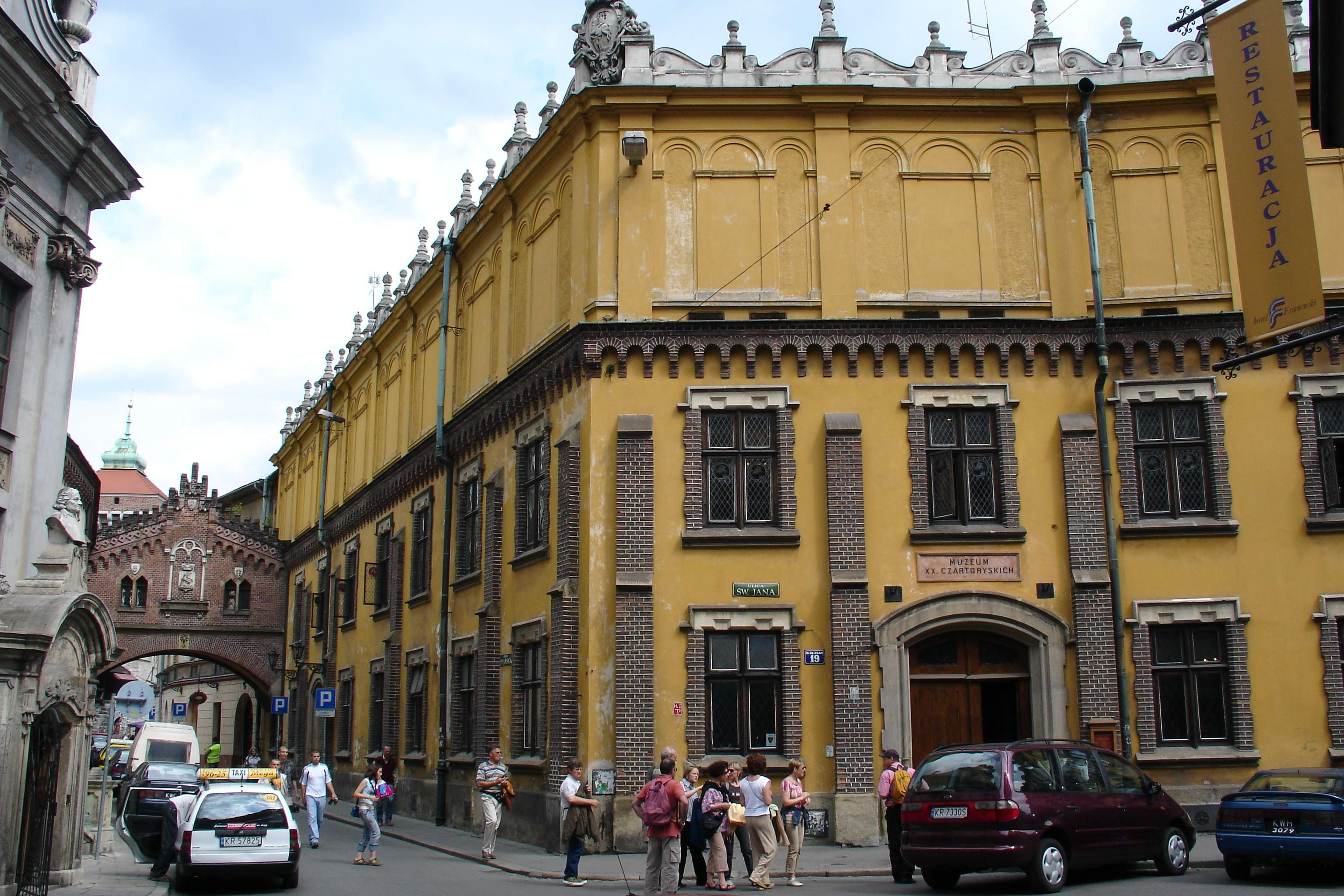
Музей Чарторыйских в Кракове

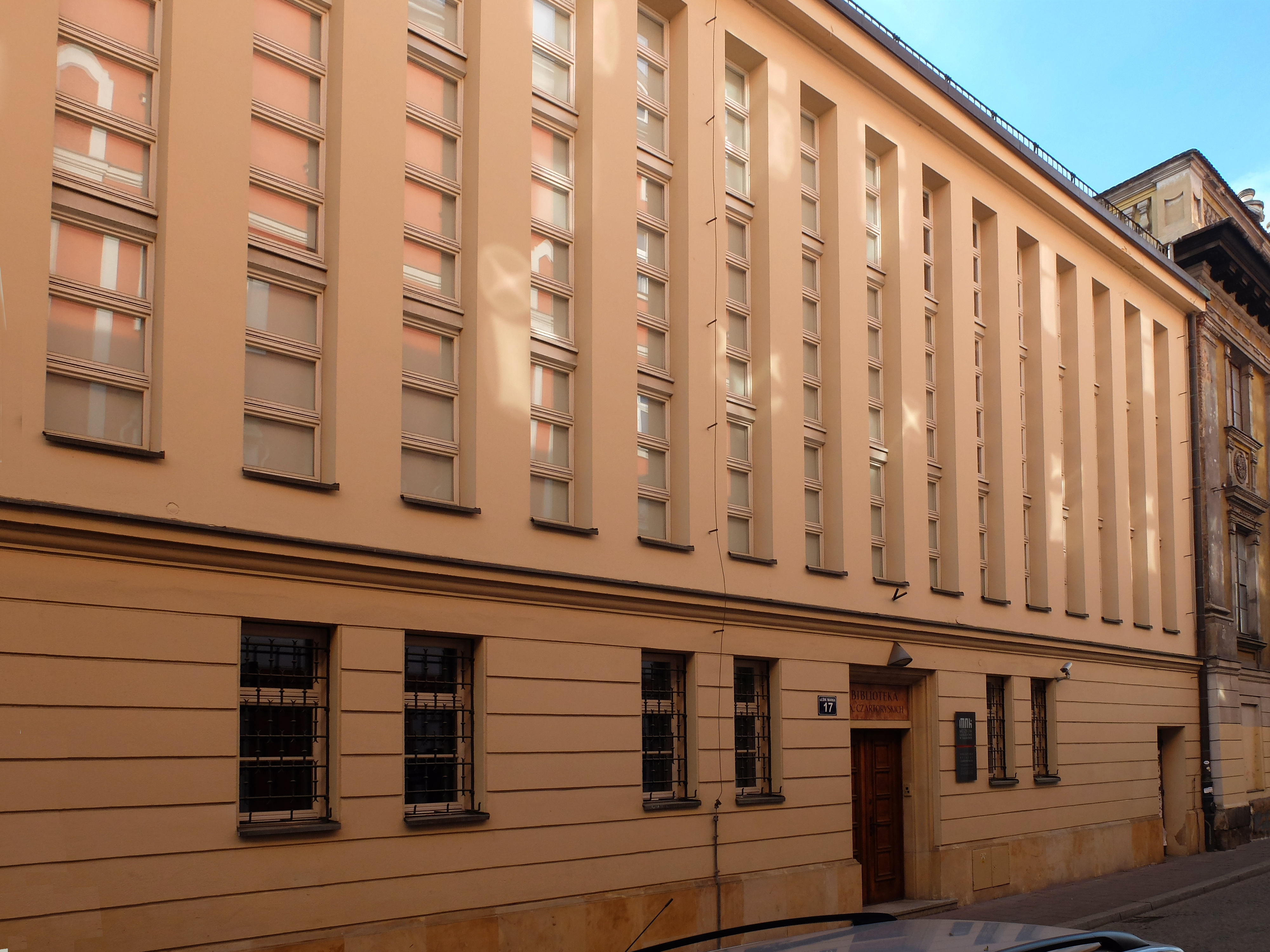
Здание библиотеки Чарторыйских (бывший дворец Чарторыйских) в Кракове

Фонд князей Чарторыйских или Фонд XX Чарторыйских (пол. Fundacja Książąt Czartoryskich) — благотворительная организация, созданная для опеки над коллекцией библиотеки и Музея Чарторыйских, входящих в состав Национального музея в Кракове, а также охрана бывшей недвижимости князей в Кракове и Сеняве.
Создан в 1991 году польско-испанским аристократом князем Адамом Каролем Чарторыйским, представителем польско-литовского княжеского рода Чарторыйских.
Согласно достигнутой договорённости с января 2013 года музей Чарторыйских управляется совместно фондом Чарторыйских и польским министерством культуры. Коллекция Чарторыйских была конфискована польскими коммунистами после Второй мировой войны, а позднее стала частью Национального музея в Кракове, который управляет несколькими филиалами.
В 1991 году князю Чарторыйскому удалось через суд вернуть коллекцию произведений искусства, однако соглашение предполагало, что фонд князей будет управлять собранием совместно с Национальным музеем, что позволило избежать деления коллекции.
Фонд выступал за проведение восстановительных работ в музее Чарторыйских и спонсировал их. Кроме того, фонд считал, что музей может одалживать произведения искусства другим институциям, тогда как Национальный музей не разделял такую точку зрения.
Членами правления Фонда князей Чарторыйских являются Адам Кароль Чарторыйский (президент),
Тамара Чарторыйская де Бурбон, Жозетта Наиме Калил Чарторыйская де Бурбон, Кароль Чарторыйский, Кшиштоф Чарторыйский, Марцын Радзивилл,Ян Островский, Марьян Вольковский-Вольский